# Habitatge al carrer del Fossar, 11 (Rupit)
L'Habitatge al carrer del Fossar, 11 és una casa de Rupit i Pruit (Osona) inclosa a l'Inventari del Patrimoni Arquitectònic de Catalunya.

## Descripció
Casa entre mitgeres assentada damunt la roca viva. Consta de planta baixa i dos pisos. És coberta a dues vessants i amb el carener paral·lel a la façana, orientada a migdia. A la planta baixa presenta un portal adovellat a la part dreta i una finestra d'arc rebaixat a la part esquerra, format també per dovelles. A sobre hi ha un balconet amb barana de fusta i obertura d'arc còncau. En aquest mateix pis hi ha una finestra de forma rectangular amb trencaaigües, decoracions de dau a la part de l'ampit i una espiera. Les finestres del segon pis són de dimensions reduïdes i presenten petits ampits i espieres tapiades. És construïda en pedra unida amb ciment, les obertures són de pedra ben carejada.

## Història
La importància de les cases d'aquest carrer rau sobretot en la bellesa arquitectònica i la unitat dels edificis que la integren, tots ells construïts als segles xvii i XVIII i que han estat restaurats recentment amb molta fidelitat.
L'establiment de cavallers al Castell de Rupit als segles xii i xiii donaren un caire aristocràtic a la població, al segle xiv la demografia baixa considerablement. Al fogatge del segle xvi ja s'observa una certa recuperació i a partir del segle xvii comença a ser nucli important de població, ja que durant la guerra dels Segadors, al 1654, s'hi establiren molts francesos.